# Obert (Nebraska)
Obert est un village du comté de Cedar, dans l'État du Nebraska, aux États-Unis. En 2020, il comptait une population de 23 habitants.